# Persea lemensis
Persea lemensis är en lagerväxtart som beskrevs av H.Ferrer & Sanoja. Persea lemensis ingår i släktet avokador, och familjen lagerväxter. Inga underarter finns listade i Catalogue of Life.